# Luçay-le-Mâle
Luçay-le-Mâle è un comune francese di 1 536 abitanti situato nel dipartimento dell'Indre nella regione del Centro-Valle della Loira.

## Società

### Evoluzione demografica
Abitanti censiti